# NigeriaSat-1
NigeriaSat-1 è stato il primo satellite nigeriano. 
Il satellite è frutto della collaborazione fra Nigeria e Regno Unito ed è stato realizzato dal Surrey Space Centre in collaborazione con la National Space Research and Development Agency nigeriana. NigeriaSat-1, destinato all'osservazione terrestre, faceva parte della Disaster Monitoring Costellation, una famiglia di satelliti costruiti dalla Surrey Space Centre per conto di varie nazioni per il monitoraggio dei disastri ambientali.
Il lancio è stato effettuato il 27 settembre 2003 dal Cosmodromo di Pleseck con un razzo vettore Kosmos. Il satellite, con una massa al lancio era di 98 Kg, è stato posto in orbita eliosincrona.
Il satellite era equipaggiato con tre telecamere in grado di rilevare immagini nel vicino infrarosso, nel rosso e nel verde; oltre a dare l'allarme tempestivo in caso di disastri ambientali, aveva lo scopo di controllare la desertificazione nel nord della Nigeria e monitorare la diffusione dell’agente della malaria e degli insetti nocivi all'agricoltura, come le locuste. Il satellite è stato operativo fino al 2012, quando è stato disattivato.